# Grevillea curviloba
Grevillea curviloba  es una especie de planta fanerógama perteneciente a la familia Proteaceae.

## Descripción
Es un arbusto postrado o erecto que es endémico de Perth, Australia. Alcanza los 2,5 metros de altura y tiene flores blancas o cremas que florecen en los finales del invierno o mediado de primavera.

## Taxonomía
Grevillea curviloba descrita como una variedad de Grevillea vestita - G. vestita var. angustifolia por el botánico suizo Carl Meissner en 1845 .  En 1986 el botánico australiano  Donald McGillivray consiguió el estado de especie a esta variedad, dándole el nombre de  Grevillea curviloba. Fue publicado en New Names in Grevillea (Proteaceae) 4. 1986.
Etimología
Grevillea, el nombre del género fue nombrado en honor de Charles Francis Greville, cofundador de la Real Sociedad de Horticultura.
curviloba, epíteto derivado del latín que significa "con lóbulos curvados"
Sinonimia
- Grevillea diversifolia var. rigida Meisn.
- Grevillea lawrenciana Regel
- Grevillea vestita var. angustata Meisn.[2]